# Thèta-criterium
Het thèta-criterium is in de taalkunde een norm die voorschrijft dat een thèta-rol die bij een werkwoord hoort altijd door een argument moet worden uitgedrukt, terwijl het argument zelf niet meer dan één thèta-rol mag hebben. Een voorbeeld is het werkwoord geven. Dit werkwoord brengt normaal gesproken de thèta-rollen agens, thema en doel met zich mee. In de zin
- Jan geeft Piet een boek

is Jan de agens, Piet het doel en een boek het thema. De zin zou onaanvaardbaar zijn als een van deze drie thèta-rollen zou ontbreken.

## Uitzonderingen
In sommige gevallen lijkt het thèta-criterium echter niet op te gaan, namelijk wanneer niet alle bij het werkwoord horende thèta-rollen in de zin zijn terug te vinden of er juist meer thèta-rollen zijn dan gewoonlijk. Dit is het geval in de volgende 2 zinnen:
- Jan at.
- Hij stierf een snelle dood.

Het ontbreken van een van de thèta-rollen in zin 1 - die van patiëns - kan vrij eenvoudig worden verklaard: het argument bij eten kan alleen iets zijn dat door zijn structuur de handeling "eten" kan ondergaan. Dit wordt als zo vanzelfsprekend beschouwd, dat de betreffende thèta-rol soms kan worden weggelaten (in feite wordt deze rol dan vervuld door een nulanafoor). De extra thèta-rol bij doden in zin 2 - die van thema -  is echter lastiger te verklaren. Het lijkt er nog het meest op dat het van nature intransitieve werkwoord sterven hier min of meer corruptief transitief wordt gebruikt (wat ook gebeurt bij werkwoorden met een cognaat object zoals slapen).